# Tic
Ne doit pas être confondu avec Trouble obsessionnel compulsif ou Manie.
 Mise en garde médicale
Les tics, parfois désignés sous le nom de tics nerveux, sont des sortes de contractions convulsives et répétitives de certains muscles, particulièrement du visage, auxquelles quelques personnes sont sujettes, et qui surprennent par leur caractère brusque, inapproprié à la situation.

## Signification occasionnelle
Le terme tic est occasionnellement désigné comme l'acronyme de « trouble involontaire compulsif », à la différence du terme TOC, qui lui signifie officiellement « trouble obsessionnel compulsif »,.

## Caractères des tics
Un tic présente ordinairement les caractères suivants:
- suggestibilité : le degré d'émotivité et l'attention du sujet influent sur le déclenchement du tic.
- involontaire ou semi-volontaire : le tic est spontané ou parasite un mouvement délibéré.
- suppressible temporairement : le tic répond passagèrement à un effort de contrôle
- besoin réalisé (« urge to move »)
- rémittent : la fréquence des tics connaît des diminutions passagères.

On distingue plusieurs types de tics :

### Tics moteurs
- simples : clignement des yeux ;
- complexes : mouvement de haussement d'épaules, mouvements du visage et ou mouvements de la tête (hausser les sourcils, rouler les yeux, faire mine de renifler), mouvement des mains (taper sur un support, « jouer » avec sa barbe, ses cheveux ou ses sourcils, se frotter le menton).

### Tics vocaux ou verbaux
- simples : émission vocale ; bruits de bouche ou de gorge divers, répétitifs
- complexes : émission de mots, groupes de mots ou phrases, palilalie (répéter des mots ou séquences incontrôlées), écholalie (répéter systématiquement le dernier mot entendu) [4], coprolalie (prononcer des grossièretés).

## Causes
Le stress, la fatigue, la nervosité ou l'ennui peuvent être des facteurs déclencheurs de tics. 
Certaines maladies neurologiques sont caractérisées par des tics à répétition. Le syndrome de Gilles de la Tourette est un exemple de maladie où les tics font partie du diagnostic. 
Le mot est utilisé abusivement avec un sens très vague dans l'expression courante tics de langage.[réf. nécessaire]